# ألكسندر كليبر
ألكسندر كليبر، مدرب كرة قدم برازيلي.
كان مساعد المدرب ماركوس باكيتا، وبعد انتقال ماركوس باكيتا إلى تدريب منتخب السعودية لكرة القدم تم تعيينه مدربا لنادي الهلال السعودي في موسم 2005/2006، ودرب نادي الجهراء في بداية نوفمبر 2007 وحتى الآن، وفي يوم 2 ابريل 2008 أعلن بأنه لديه عروض قطرية وأنه يريد ترك نادي الجهراء